# Ислам в Малави
Ислам является второй крупнейшей религией в Малави после христианства; почти все мусульмане из Малави придерживаются Суннитского Ислама, мало кто придерживается Шиитского Ислама.
Ислам прибыл в Малави с арабскими и суахильскими торговцами, которые торговали слоновой костью, золотом и рабами позже, начиная с XVI века до XIX века. По данным ЮНЕСКО, самая первая мечеть была построена суахили-арабскими торговцами слоновой костью. По данным ЦРУ, 12,8 % населения страны — мусульмане. Недавно мусульманские группы занимались миссионерской работой в Малави. Многое из этого исполняло Африканское мусульманское агентство, базирующиеся в Кувейте. В Кувейте АМА перевел Коран на язык Чичева (Cinyanja), один из официальных языков Малави, и участвовал в другой миссионерской работе в стране. Во всех крупных городах страны есть мечети, а также есть несколько исламских школ.